# Alina Alexandrowna Silitsch
Alina Alexandrowna Silitsch (russisch Алина Александровна Силич; englische Schreibweise Alina Silich; * 10. Juli 1996) ist eine ehemalige russische Tennisspielerin.

## Karriere
Silitsch begann mit fünf Jahren das Tennisspielen und spielte vor allem bei Turnieren der ITF Women’s World Tennis Tour, wo sie 12 Titel im Doppel gewinnen konnte.

## Turniersiege

### Doppel
| Nr. | Datum              | Turnier             | Kategorie   | Belag             | Partnerin             | Finalgegnerinnen                           | Ergebnis          |
| --- | ------------------ | ------------------- | ----------- | ----------------- | --------------------- | ------------------------------------------ | ----------------- |
| 1.  | 15. März 2014      | Iraklio             | ITF $10.000 | Hartplatz         | Akvilė Paražinskaitė  | Denisa Kulhánková Petra Melounová          | 6:2, 6:0          |
| 2.  | 12. September 2015 | Bol                 | ITF $10.000 | Sand              | Steffi Carruthers     | Barbara Kötelesová Natalija Šipek          | 7:63, 3:6, [10:5] |
| 3.  | 26. März 2016      | Iraklio             | ITF $10.000 | Hartplatz         | Alexandra Pospelowa   | Amanda Carreras Alice Savoretti            | 6:2, 6:2          |
| 4.  | 2. April 2016      | Iraklio             | ITF $10.000 | Hartplatz         | Alexandra Pospelowa   | Deborah Chiesa Adrijana Lekaj              | 6:3, 6:4          |
| 5.  | 4. Juni 2016       | Baku                | ITF $10.000 | Hartplatz         | Kseniia Becker        | Tamara Čurović Stefanie Tan                | 6:3, 6:4          |
| 6.  | 27. Januar 2017    | Almaty              | ITF $15.000 | Hartplatz (Halle) | Erika Vogelsang       | Akari Inoue Mai Minokoshi                  | 6:3, 4:6, [10:6]  |
| 7.  | 11. November 2017  | Ortisei             | ITF $15.000 | Hartplatz (Halle) | Hélène Scholsen       | Alena Fomina Jekaterina Kasionowa          | 6:3, 7:5          |
| 8.  | 16. Dezember 2017  | Antalya             | ITF $15.000 | Sand              | Maryna Tschernyschowa | Eleni Kordolaimi Jasmina Tinjić            | 6:3, 6:73, [10:8] |
| 9.  | 6. Oktober 2018    | Sozopol             | ITF $15.000 | Hartplatz         | Anna Ukolowa          | Gabriela Duca Maria Victoria Negoita       | 6:3, 6:1          |
| 10. | 23. Februar 2019   | Scharm asch-Schaich | ITF W15     | Hartplatz         | Uljana Aisatulina     | Chelsea Vanhoutte Amber Washington         | 7:5, 6:4          |
| 11. | 25. Mai 2019       | Antalya             | ITF W15     | Sand              | Chiara Grimm          | Jekaterina Kasionowa Angelina Schurawljowa | 6:4, 6:2          |
| 12. | 26. Oktober 2019   | Stockholm           | ITF W15     | Hartplatz (Halle) | Fanny Östlund         | Jacqueline Cabaj Awad Oona Orpana          | 6:3, 6:2          |